# أيزو/آي إي سي 15504

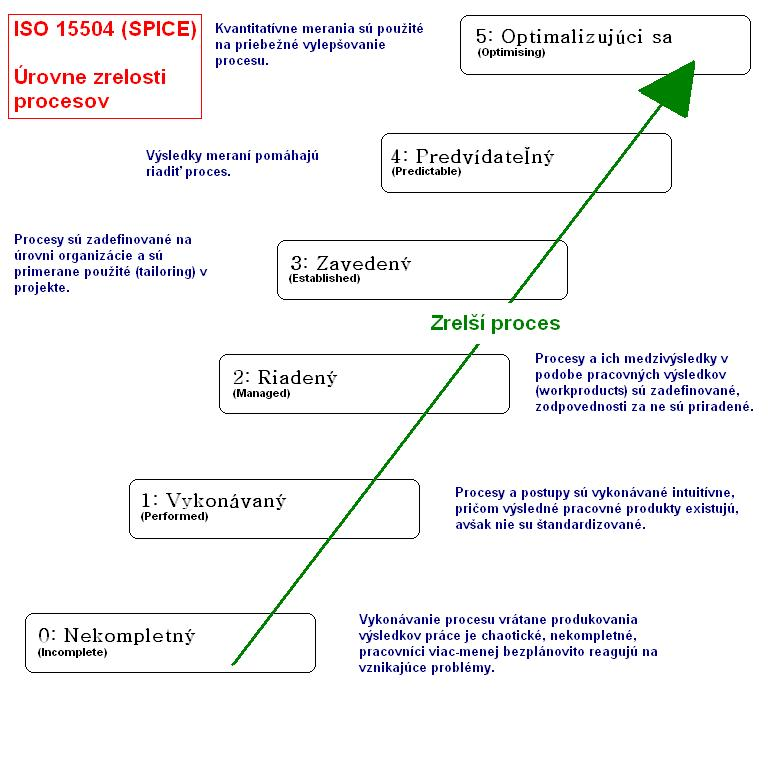

أيزو/آي إي سي 15504 (بالإنجليزية: ISO/IEC 15504)‏ أو تقنية المعلومات - تقييم عملية هو المعيار الخاص بتقييم إجراءات وعمليات المتعلقة بالمعلوماتية والتي تتبناها المنظمة الدولية للمعايير (أيزو) واللجنة الدولية للتقانة الكهربائية (IEC). وهو معيار دولي يحدد إطار والمتطلبات اللازمة لعملية تقييم وتحسين العمليات. يتم قياس القدرة العملية عن طريق تحليل الأداء أو مؤشرات القدرة العملية التي تم جمعها خلال عملية التقييم. فإنه بواسطة هذا المعيار يمكن تحديد درجة نضج العملية: إلى أي مدى يتم تنفيذ كل عملية وإدارتها وأنشأت ويمكن التنبؤ به أو الأمثل (6-مستوى القدرة النطاق). ويعرف أيضا باسم SPICE (عملية تطوير البرمجيات وقدراتها التنفيذية)، وهو مجموعة من الوثائق للمعايير الفنية لعمليات تطوير نظم الحاسب ومايتبعها من موظائف إدارية. أول ما طور معيار أيزو/آي إي سي 15504 كان مبني من معايير دورة الحياة ISO 12207 ومن نماذج النضج مثل بوستراب (Bootstrap) والتريليوم (Trillium) والسي أم أم (CMM).

## نظرة عامة
معيار الأيزو/آي إي سي 15504 هو نموذج مرجعي لنماذج النضج (تتألف من مستويات القدرة التي بدورها تتكون من خصائص العملية وكذلك تتكون من ممارسات عامة) التي يمكن للمقيمين من خلالها وضع الأدلة التي يجمعونها خلال تقييمهم، بحيث يمكنهم من تقديم تقرير شامل لقدرات المنظمة في إيصال المنتجات سواءً كانت (البرمجيات أو نظم أو خدمات تكنولوجيا المعلومات).

## التاريخ
في عام 1993، تم تشكيل فريق عمل لإيجاد معايير دولية واستخدموا الاسم المختصر سبايس SPICE والذي كان يعني في البداية يسمى «عملية تطوير البرمجيات وتقييم قدراتها»، ولكن بسبب معنى كلمة «التقييم» في اللغة الفرنسية فقد تم إعادة تسميتها ب «عملية تطوير البرمجيات وقدرتها التنفيذية». لا يزال يستخدم SPICE مجموعة المستخدمين للمعيار، وهي عنوان مؤتمرها السنوي. الذي عقد لأول مرة الأولى في ليمريك، أيرلندا في عام 2000، وأما مؤتمر "SPICE 2003" فاستضافته وكالة الفضاء الأوروبية في هولندا، وقد عقد "SPICE 2004" في البرتغال، و "SPICE 2005" في النمسا، و "SPICE 2006" في لوكسمبورغ و"SPICE 2007 "في كوريا الجنوبية و"SPICE 2008 "في نورمبرغ، ألمانيا وSPICE 2009 في هلسنكي، فنلندا.
الإصدارات الأولى من المعيار تركز حصريا على عمليات تطوير البرمجيات. ليشمل جميع ما يتصل بها من العمليات في أي شركة برمجيات، مثل إدارة المشاريع، وإدارة التكوين، وضمان الجودة، وهكذا دواليك. نمت قائمة العمليات المشمولة، لتشمل مجالات الأعمال الستة:
- التنظيمية
- إدارة
- الهندسة
- الحصول على إمدادات
- الدعم
- عمليات

## وصلات خارجية
- ISO 15504 الأخبار (إيسوسبيسي)
- Página دي لوس أنجليس ISO/IEC 15504 التوابل en كاستيليانو
- & Itemid = 81 فورو en كاستيليانو دي لوس أنجليس ISO/IEC 15504
- السيارات[وصلة مكسورة]
- التوابل المؤسسة